# جون موريس (مصور)
جون موريس (بالإنجليزية: John G. Morris)‏ (و. 1916 – 2017 م) هو مصور، وصحفي، ومصور أخبار، وPicture editor ‏ أمريكي، توفي في باريس، عن عمر يناهز 101 عاماً، بسبب قصور القلب.

## التعليم
تعلم في جامعة شيكاغو، وNational Press Photographers Association ‏، وInternational Center of Photography ‏.

## جوائز
حصل على جوائز منها:
- وسام جوقة الشرف من رتبة فارس
- جائزة الدكتور إيريش سالومون [الإنجليزية]‏.

## وصلات خارجية
- جون موريس على موقع IMDb (الإنجليزية)
- جون موريس في قاعدة بيانات الأفلام على الإنترنت